# Mario Cevenini
Ciro Mario Cevenini, appelé aussi Cevenini II (né le 14 décembre 1891 à Chiavari, dans la province de Gênes, en Ligurie et mort le 4 novembre 1987) était un footballeur italien, qui jouait défenseur.

## Biographie
Mario Cevenini a évolué trois fois à l'Inter Milan, une première fois entre 1915 et 1916, puis entre 1919 et 1921.
Puis il joue au Brescia Calcio entre 1914 et 1915 et au Milan AC entre 1916 et 1919.

### la familleCevenini
Mario Cevenini était appelé Cevenini II, car quatre de ses frères étaient également footballeurs professionnels :
- Aldo Cevenini (Cevenini I)
- Luigi Cevenini (Cevenini III)
- Cesare Cevenini (Cevenini IV)
- Carlo Cevenini (Cevenini V)

## Palmarès
- Championnat d'Italie (1) : 
  - 1920-21 (Inter Milan)